# Bộ Nha (牙)
Bộ Nha, bộ thứ 92 có nghĩa là "răng" là 1 trong 34 bộ có 4 nét trong số 214 bộ thủ Khang Hy.
Trong Từ điển Khang Hy có 9 chữ (trong số hơn 40.000) được tìm thấy chứa bộ này.

## Tự hình Bộ Nha (牙)

Kim văn
Đại triện
Tiểu triện

## Chữ thuộc Bộ Nha (牙)
| Số nét bổ sung | Chữ      |
| -------------- | -------- |
| 0              | 牙/nha/  |
| 3              | 邪/tà/   |
| 8              | 牚/xanh/ |